# 张雪平
张雪平（1954年12月—），女，汉族，安徽定远人，1994年3月加入中国民主同盟，1994年6月加入中国共产党。中华人民共和国政治人物。

## 生平
1973年2月毕业于合肥市第二中学，后作为知青上山下乡到肥西，成为一名民办教师。1977年恢复高考后，考入安徽师范大学外语系英语专业，1982年元月大学毕业。2002年至2004年在安徽大学经济学院研究生课程进修班学习。历任合肥一中英语高级教师、副校长，合肥市人民政府市长助理，合肥市人民政府副市长，安徽省旅游局副局长。2013年11月，任安徽省旅游局巡视员。

## 荣誉
1993年获“全国优秀教师”称号，1995年获“安徽省先进教育工作者”称号，1996年获“安徽省师德标兵”称号，1996年获香港柏宁顿教育基金会第二届“孺子牛金球奖”，1997年获“安徽省劳动模范”称号，1997年获国务院政府特殊津贴。

## 社会兼职
中国民主同盟第九、第十届中央委员，民盟安徽省委第十一、十二届副主委，民盟合肥市委九届、十届主委，第十届安徽省政协常委，第十二届合肥市政协常委，第十三届合肥市人大代表。